# Schalkauer Kersenoorlog
De Schalkauer Kersenoorlog (Duits: Schalkauer Kirschenkrieg) was een zeer kortdurend militair conflict tussen Saksen-Meiningen en Saksen-Hildburghausen over het bezit van het Amt Schalkau. De strijd duurde van 11 tot 14 juli 1724 en eindigde met de herovering van Schalkau door Saksen-Meiningen. Omdat de strijd samenviel met de Kersenoogst, raakte het conflict bekend als de "Kersenoorlog".

## Achtergrond en verloop
In 1699 overleed de hertog van Saksen-Coburg zonder kinderen na te laten. Over de erfenis brak een langdurige strijd uit, waarin verschillende takken uit de Ernestijnse linie van het Huis Wettin hun aanspraken geldig probeerden te maken. De strijd leidde tot verschillende processen bij de Rijkshofraad. In 1714 deed de Rijkshofraad een uitspraak ten nadele van Saksen-Meiningen, waartegen hertog Ernst Lodewijk I van Saksen-Meiningen in beroep ging.
Om zijn positie te verstevigen probeerde Ernst Lodewijk I rond Coburg nieuwe gebieden in handen te krijgen. Op 9 juli 1723 sloot Ernst Lodewijk I een verdrag met Ernst Frederik I van Saksen-Hildburghausen, waarin Ernst Frederik zich verplichtte het Amt Schalkau af te staan aan Saksen-Meiningen. Ernst Frederik I, die zwaar in de schulden zat, werd gecompenseerd met een geldbedrag en de dorpen Queienfeld, Berkach, Rentwertshausen en Schwickershausen. Op 9 oktober 1723 nam Saksen-Meiningen Schalkau daadwerkelijk in bezit.
Hertog Ernst Frederik I overleed op 7 maart 1724. Zijn weduwe, Sophia Albertina van Erbach-Erbach, die als regentes voor haar oudste zoon optrad, probeerde de ruil ongedaan te maken. Ze werd daarbij gesteund door de hertog van Saksen-Saalfeld, die vanwege de erfstrijd over Coburg wantrouwig stond tegenover elke machtsuitbreiding van Saksen-Meiningen. Ernst Lodewijk I ging echter niet op de wensen van Sophia Albertina in. De hertogin-weduwe koos vervolgens voor een militaire oplossing.
Op 11 juli bezette de militie van Hildburghausen de stad en de omgeving van Schalkau. De Meiningse beambten in de stad weigerden echter om de hertog van Hildburghausen te huldigen. Drie dagen later, op 14 juli verdreef een Meiningse troepenmacht het bezettingslegertje weer uit Schalkau. Ernst Lodewijk I beschuldigde de hertogin van landvredebreuk en spande een proces aan. De Rijkshofraad veroordeelde de hertogin Sophia Albertina tot het vergoeden van alle kosten die Saksen-Meiningen had gemaakt om Schalkau te heroveren. Ondanks de uitspraak gaf Sophia Albertina de aanspraken van Saksen-Hildburghausen niet op. Het kwam echter niet tot hernieuwde militaire confrontaties.